# جهاز عصبي مركزي

مخطط يظهر الجهاز العصبي المركزي CNS:
1. الدماغ
2. الجهاز العصبي المركزي
(الدماغ والنخاع الشوكي)
3. نخاع شوكي

يتألف الجهاز العصبي من ثلاث أقسام رئيسية هي المركزي، المحيطي والذاتي، وتسمى بالترتيب: - الجهاز العصبي المركزي (بالإنجليزية: Central Nervous System) - الجهاز العصبي المحيطي (بالإنجليزية: Peripheral Nervous System) - الجهاز العصبي الذاتي (بالإنجليزية: Autonomic Nervous System). ترتبط هذه الأقسام الثلاثة مع بعضها منسقة عملها بشكل يسمح للجهاز العصبي بتلقي ومعالجة المعلومات الحسية الواردة بكفاءة عالية واتخاذ أفضل القرارات من خلال الخيارات المتاحة لتأمين شروط البقاء والتكيف للكائن الحي.
يتكون الجهاز العصبي المركزي تشريحيًا من الدماغ والنخاع الشوكي، وظيفته جمع المعطيات الحسية الواردة، تصنيف وتنسيق وربط هذه المعطيات، واتخاذ أفضل القرارات المناسبة لبقاء وتطور العضوية من خلال التحكم بحميع فعاليات الأجهزة والأعضاء الأخرى في الجسم. تشمل الأجزاء من أجسام الكائنات ثنائية التماثل (كل الحيوانات متعددة الخلايا باستثناء الإسفنج والحيوانات المتماثلة شعاعيا مثل قناديل البحر)، ويشكل هذا الجهاز معظم الجهاز العصبي. يمكن القول، أن العديد يعتبرون شبكية العين  والعصب البصري (العصب القحفي الثاني)،  وكذلك الأعصاب الشمية (العصب القحفي الأول) ونسيج الظهارة الشمية  أجزاء من الجهاز العصبي المركزي؛ لأنها تتشابك مباشرة مع نسيج الدماغ دون العقد الوسيطة، ويعتبر نسيج الظهارة الشمية النسيج الْوَحِيد من الجهاز العصبي المركزي في اتصال مباشر مع البيئة، الذي يُفتح للمداواة العلاجية. يوجد هذا الجهاز داخل تجويف الجسم الظهري، الدماغ موجود في تجويف الجمجمة والنخاع الشوكي في القناة الشوكية. في الفقاريات، الدماغ محمي بواسطة الجمجمة، في حين أن الحبل الشوكي محمي بواسطة الفقرات، وكلاهما مغلفان بالسحايا.
منذ بداية التأثير النظري لعلم السيبرنتيك cybernetics في الخمسينيات، تم تمييز الجهاز العصبي المركزي على أنه الجهاز المخصص لمعالجة المعلومات، حيث يتم حساب الناتج الحركي المناسب كنتيجة للدخل الحسي الذي يرد الدماغ. لكن العديد من الأبحاث اللاحقة بين أن الفعالية الحركية توجد بشكل جيد قبل التدخل والتنبيه الحسي وأثنائه، مما يعني أن الجهاز الحسي يؤثر على السلوك فقط لكنه لا يسيطر عليه.

## البنية
يتكون الجهاز العصبي المركزي من اثنين من التركيبات الرئيسية: الدماغ والحبل الشوكي. الدماغ مغطى بالجمجمة، والتي يحميها القحف، والحبل الشوكي مستمر مع الدماغ ويقع ذيليّاً بالنسبة إلى الدماغ، ومحمي من قبل العمود الفقري، ويبدأ الحبل الشوكي من قاعدة الجمجمة، حيث إنه يستمر من خلال أو يبدأ من أدنى الثُّقْبَةُ العُظْمَى، وينتهي تقريبا مع مستوى الفقرة القطنية الأولى أو الثانية، ويحتل الأقسام العلوية من القناة الفقرية.

### المادة البيضاء والرمادية (السنجابية)

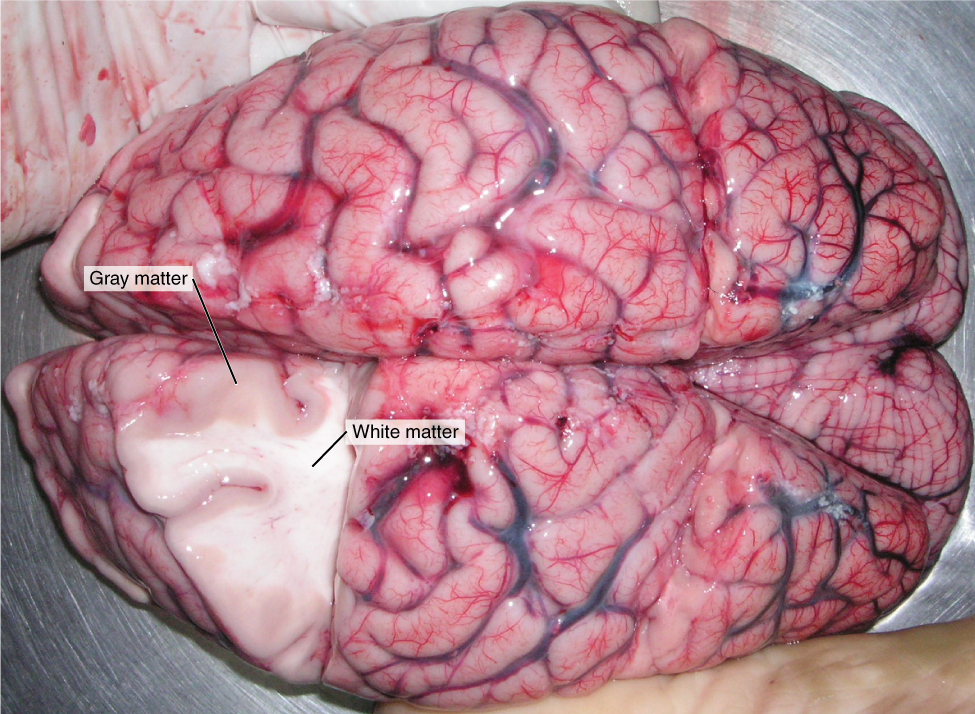
تشريح الدماغ مع العلامات التي تبين تقسيم واضح بين المادة البيضاء والرمادية.

مجهرياً، هناك اختلافات بين الخلايا العصبية والأنسجة في الجهاز العصبي المركزي والجهاز العصبي المحيطي، وينقسم الجهاز العصبي المركزي إلى المادة البيضاء والرمادية، ويمكن أن ينظر ظاهريا إلى أنسجة المخ؛ حيث تتكون المادة البيضاء من المحاور والخلايا قليلة التفرع، في حين أن المادة الرمادية تتكون أساسا من الخلايا العصبية، وكلا النسيجين يشملان عدد من الخلايا الدّبقية (على الرغم من أن المادة البيضاء تحتوي على أكثر منها)، والتي غالبا ما يشار إليها باسم خلايا دعم الجهاز العصبي المركزي. هناك أشكال مختلفة من الخلايا الدبقية ولكل منها وظائف مختلفة، بعضها يتصرف تقريبا كما سقالات للأرومات العصبية لتتسلق خلال تكوين الخلايا العصبية مثل دبقية بيرجمان، في حين أن أشكال أخرى مثل الخلايا الدبقية الصغيرة، والتي هي نوع خاص من البلاعم، تشارك في نظام المناعة في الدماغ وكذلك تخليص أنسجة المخ من نواتج الأيض المختلفة، ويمكن أن تشارك الخلايا النجمية في كل من إزالة نواتج الأيض ونقل الوقود والمواد المفيدة المختلفة للخلايا العصبية من الشعيرات الدموية في الدماغ، وخلال إصابة الجهاز العصبي المركزي، فإن الخلايا النجمية سوف تتكاثر، مما يتسبب في الدباق (شكل من أشكال ندب النسيج العصبي)، وبالتالي إلى نقص في الخلايا العصبية الوظيفية. الدماغ (المخ وكذلك الدماغ المتوسط والدماغ المؤخر) يتكون من القشرة، الَتِي تتكون من الخلايا العصبية -أجسام الخلايا تشكل المادة الرمادية- بينما داخليا هناك مادة بيضاء أكثر والتي تشكل المسارات والأصورة، وبصرف النظر عن المادة الرمادية القشرية، فهناك أيضاً المادة الرمادية تحت القشرية التي تتكون من عدد كبير من نوى مختلفة.

### الحبل الشوكي
يوجد بروزات للجهاز العصبي المحيطي من وإلى الحبل الشوكي على شكل الأعصاب في العمود الفقري (وأحيانا الأعصاب القطعية )، وهذه الأعصاب تربط الحبل الشوكي مع الجلد والمفاصل والعضلات وغيرها، وتسمح بنقل الصادرات الحركية وكذلك واردات الإشارات الحسية والمحفزات،  وهذا يسمح للحركات الطوعية وغير الطوعية للعضلات، فضلا عن تصور الحواس. يوجد 31 عصب شوكي يبرز من جذع الدماغ،  بعضها تشكل ضفيرة لتفرعها، مثل الضفيرة العضدية، والضفيرة العجزية إلخ،  وكل عصب شوكي يحمل الإشارات الحسية والحركية على حد سواء، ولكن الأعصاب تشبك في مناطق مختلفة من الحبل الشوكي، سواء من الأطراف إلى الخلايا العصبية الحسية التي تنقل المعلومات إلى الجهاز العصبي المركزي أو من الجهاز العصبي المركزي إلى الخلايا العصبية الحركية، التي تنقل المعلومات إلى الأطراف.
الحبل الشوكي ينقل المعلومات إلى الدماغ من خلال مسارات العمود الفقري من خلال «المسار المشترك النهائي»  إلى المهاد، وفي نهاية المطاف إلى القشرة، ولا يتم ترحيل كافة المعلومات إلى القشرة المخية، ولا تصل إلى وعينا على الفور، ولكن بدلا من ذلك فإنها تنقل فقط إلى المهاد الذي يفرزها ويتكيف وفقا لذلك؛ وهذا بدوره قد يفسر لماذا لا يوجد لنا إدراك مستمر لجميع جوانب محيطنا.

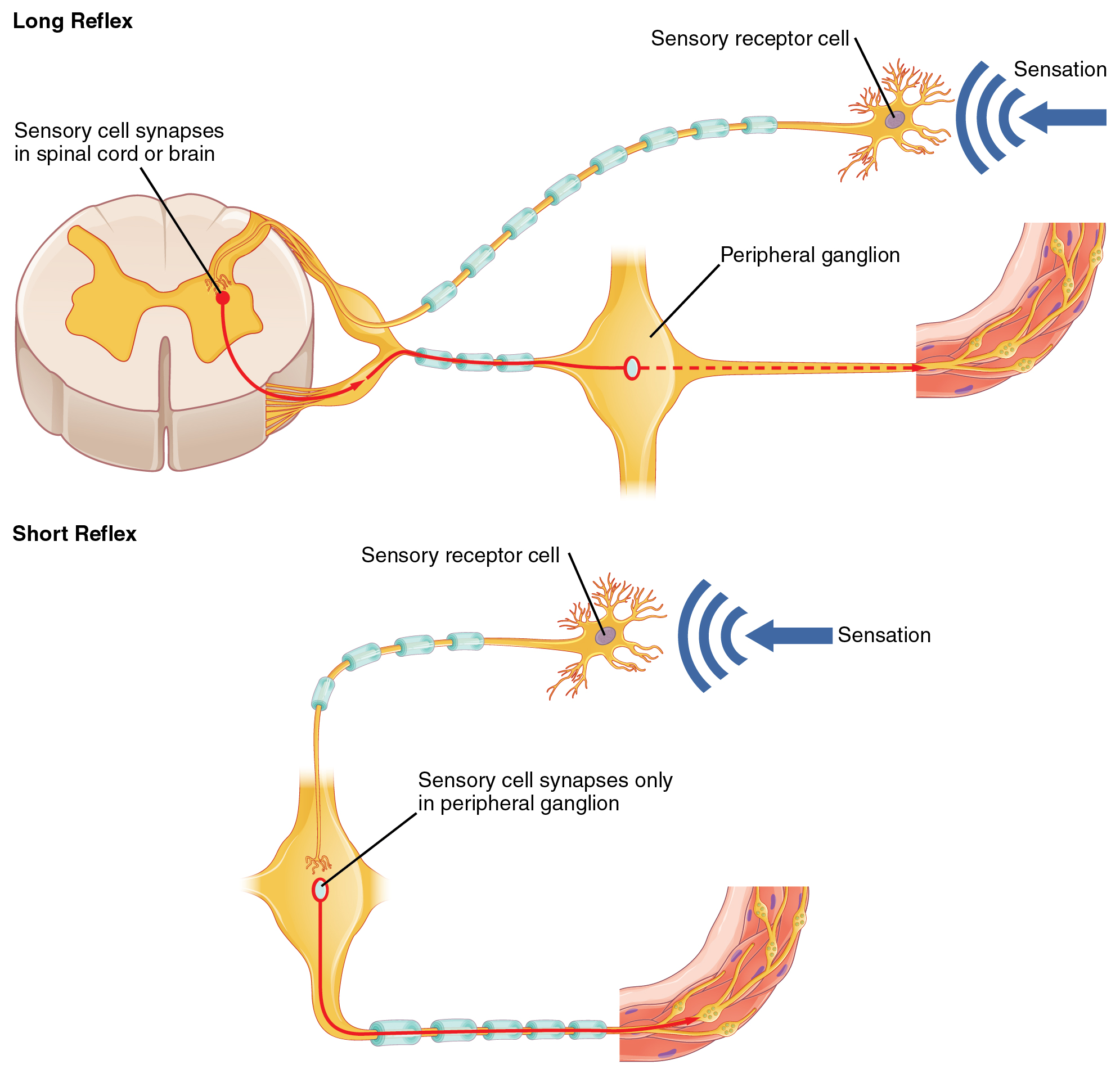
قد تحدث ردود الفعل أيضا دون اشتراك أكثر من خلية عصبيّة واحدة من الجهاز العصبي المركزي كما في المثال التالي من رد فعل قصير.

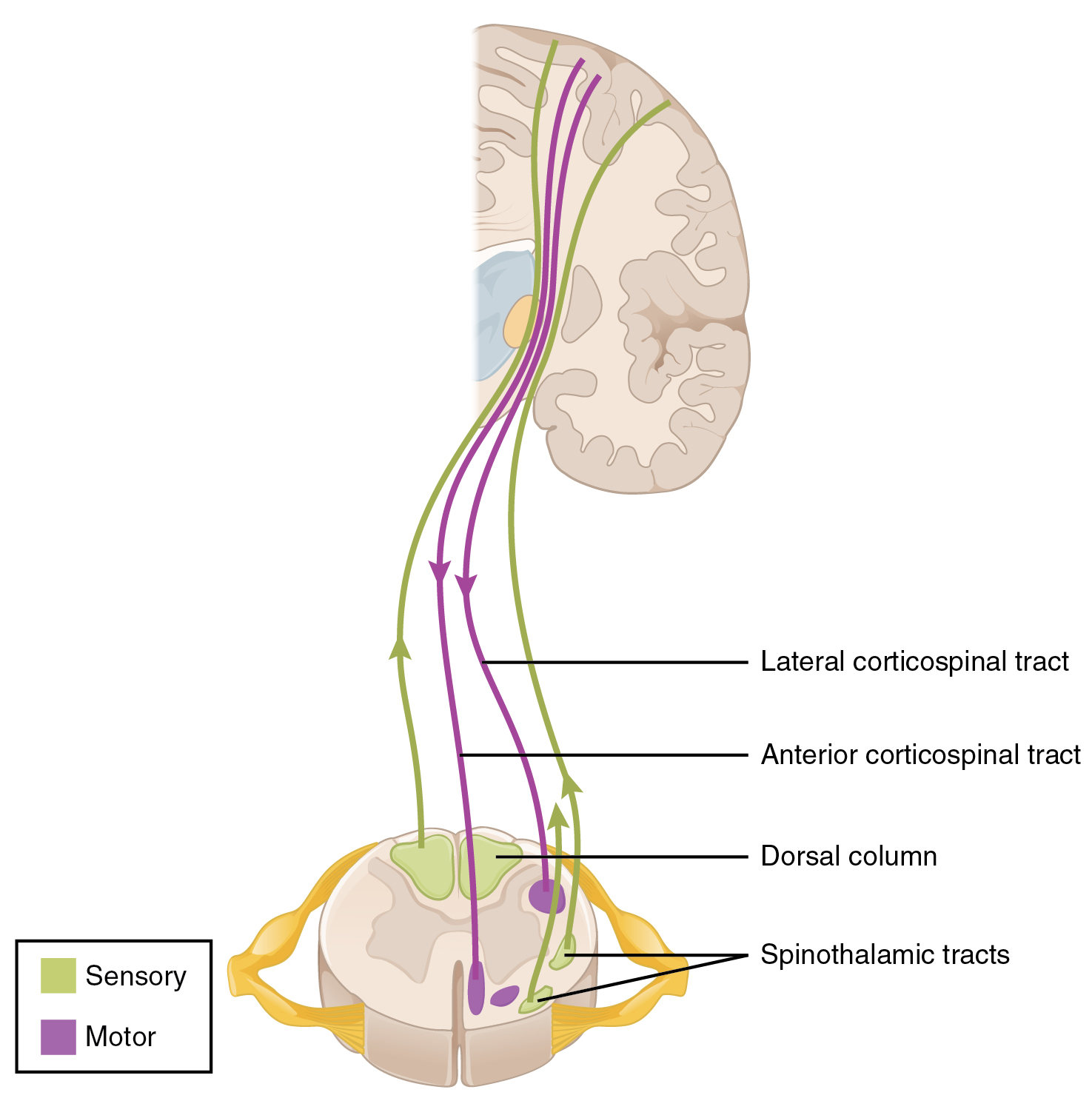
صورة تخطيطية توضح مواقع بعض المسارات للحبل الشوكي

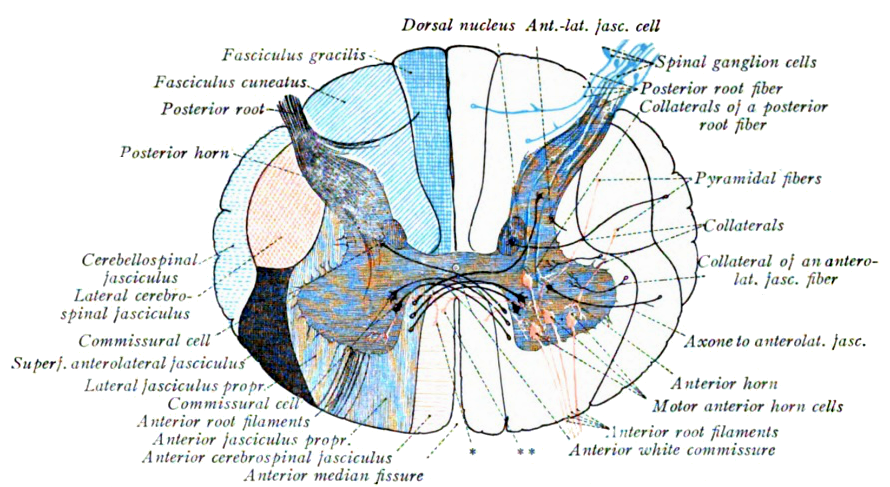
الرسم توضيحي للأعمدة ومسارات الألياف في الحبل الشوكي. تحدث نقاط الاشتباك العصبي الحسي في الحبل الشوكي الظهري (أعلاه في هذه الصورة)، أما الأعصاب الحركية فإنها تغادر من خلال الحبل البطني (ويسمى جانبي) وهي قرون من الحبل الشوكي كما هو موضح أدناه في الصورة

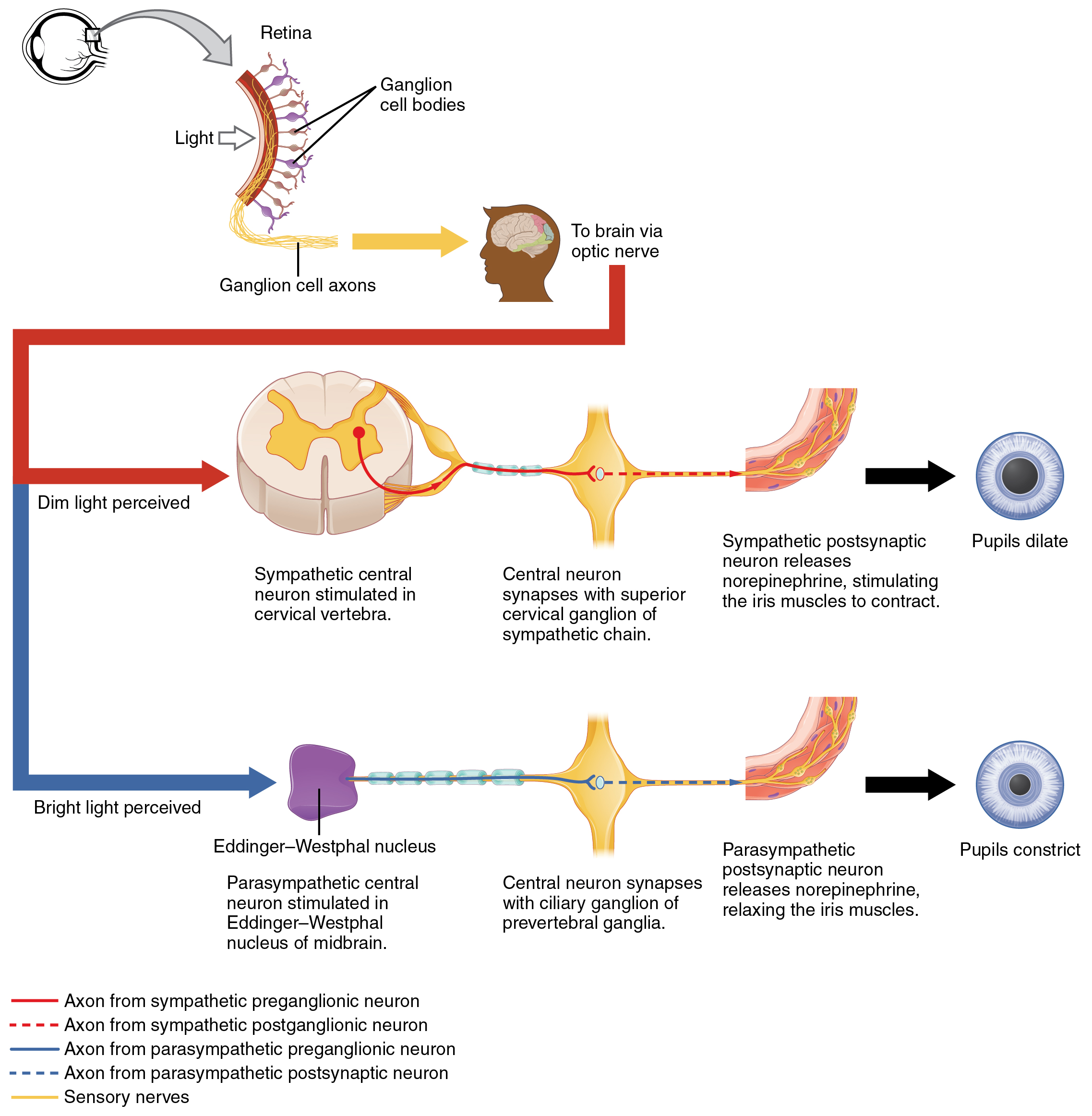
طرق مختلفة يمكن من خلالها تفعيل الجهاز العصبي المركزي وجعلنا على إدراك للأفعال بدون إشراك القشرة. يظهر المثال أعلاه العملية التي يتم خلالها توسع الحدقة خلال الضوء الخافت، وتفعيل الخلايا العصبية في النخاع الشوكي. يظهر المثال الثاني تضيق الحدقة نتيجة لتفعيل نواة إدينغر-يستفال (العقدة المخية).

#### الأعصاب الدماغية
بصرف النظر عن الحبل الشوكي، هناك أيضا الأعصاب الطرفية من الجهاز العصبي المحيطي التي تشبك من خلال وسطاء أو العقد مباشرة إلى الجهاز العصبي المركزي، ويوجد الإثني عشر عصباً في منطقة الرأس والرقبة وتسمى الأعصاب القحفية أو الدماغية. هذه الأعصاب القحفية تجلب المعلومات إلى الجهاز العصبي المركزي من وإلى الوجه، وكذلك لعضلات معينة (مثل العضلات شبه المنحرفة، التي يزودها العصب الشوكي الإضافي
وكذلك بعض الأعصاب الشوكية العنقية في العمود الفقري).
زوجين من الأعصاب القحفية هما العصب الشمي والعصب البصري  غالبا ما يعتبران من الجهاز العصبي المركزي؛ وذلك لأنهما لا يشبكان أولاً على العقد الطرفية، ولكن مباشرة على الخلايا العصبية للجهاز العصبي المركزي. ويعتبر نسيج الظهارة الشمية مميزاً في أنه يتكون من النسيج العصبي المركزي ويكون في اتصال مباشر مع البيئة، وهَذَا يسمح بإعطاء بعض الأدوية والعقاقير.

الأعصاب الطرفية المحاطة بالميالين في الأعلى، والخلايا العصبية للجهاز العصبي المركزي في الأسفل

### الدماغ
إلى الأعلى من الحبل الشوكي يقع الدماغ،  والذي يشكل الجزء الأكبر من الجهاز العصبي المركزي، وغالبا ما يكون الهيكل الرئيسي المشار إليه عند الحديث عن الجهاز العصبي، ويعتبرالدماغ الوحدة الوظيفية الرئيسية في الجهاز العصبي المركزي، وفي حين أن الحبل الشوكي لديه قدرات معالجة معينة مثل تحريك العمود الفقري ومعالجة ردود الفعل، فالدماغ هو وحدة المعالجة الرئيسية للجهاز العصبي.

#### جذع الدماغ
يتكون الدماغ من النخاع والجسر والدماغ المتوسط، ويمكن الإشارة إلى النخاع كامتداد للنخاع الشوكي، كما أن تنظيمه وخصائصه الوظيفية مماثلة لتلك الخاصة بالحبل الشوكي، 
كما أن المسارات التي تمر من الحبل الشوكي إلى الدماغ تعبر من خلاله.
وتشمل المهام التنظيمية لنوى النخاع السيطرة على ضغط الدم والتنفس، وتشارك النوى الأخرى في التوازن، والذوق والسمع والسيطرة على عضلات الوجه والرقبة.
الجزء التالي هو الجسر الذي يقع على الجانب الأمامي البطني من الدماغ، وتشمل نوى الجسر نوى جسري التي تعمل مع المخيخ وتنقل المعلومات بين المخيخ والقشرة المخية، 
وخلفياً في ظهري الجسر تكمن نوى لها علاقة مع التنفس والنوم والذوق.
الدماغ المتوسط يقع فوق الجسر، ويشمل نوى تربط أجزاء متفرقة من الجهاز الحركي، من بين أمور أخرى مثل المخيخ، والعقد القاعدية وكل من نصفي الكرة المخية، وبالإضافة إلى ذلك توجد أجزاء من أنظمة البصر والسمع في الدماغ المتوسّط، بما في ذلك السيطرة على حركات العين التلقائية.
جذع الدماغ ككل يوفر الدخول والخروج إلى الدماغ لعدد من مسارات الحركة والسيطرة اللاإرادية للوجه والرقبة من خلال الأعصاب القحفية، 
كما أن التحكم اللاإرادي في الأعضاء يتم بواسطته من قبل العصب القحفي العاشر (العصب الحائر). جزء كبير من الدماغ يشارك في مثل هذه السيطرة اللاإرادية على الجسم، وهذه الوظائف قد تتضمن القلب والأوعية الدموية، والحدقة، وغيرها.
كما أن الدماغ يتبع تشكيل شبكي، أي أن مجموعة من نوى تكون معنية في كل من الإثارة واليقظة.

#### المخيخ
المخيخ يقع وراء الجسر، ويتكون من عدة شقوق تقسيم وفصوص، وتشمل وظائفه السيطرة على وضعية الجسد، وتنسيق حركات أجزاء الجسم، بما في ذلك العينين والرأس وكذلك الأطراف، وعلاوة على ذلك فإنه يشارك في الحركة التي تم تعلمها وإتقانها مع الممارسة، كما أنه قادر على التكيف في تعلم حركات جديدة،  وعلى الرغم من التصانيف السابقة بوصفه بنية للحركة، فإن المخيخ يشمل أيضا وصلات إلى مناطق القشرة المخية تشارك في اللغة وكذلك وظائف معرفية، وقد تبين أن هذه الاتصالات تم كشفها عن طريق استخدام تقنيات التصوير الطبي، مثل: التصوير بالرنين المغناطيسي الوظيفي والتصوير المقطعي بالإصدار البوزيتروني.
جسم المخيخ يحمل المزيد من الخلايا العصبية أكثر من أي بنية أخرى من الدماغ بما في ذلك المخ أكبر (أو نصفي الكرة المخية)،  كما يعالج المحفزات الحسية، والمعلومات الحركية وكذلك معلومات التوازن من الجهاز الدهليزي.

#### الدماغ البيني
الجزآن الجديران بالذكر من الدماغ البيني هما المهاد وتحت المهاد، ويعمل المهاد على الربط بين المسارات الواردة من الجهاز العصبي المحيطي وكذلك العصب البصري (على الرغم من أنه لا يتلقى مدخلات من العصب الشمي) لنصفي الكرة المخية. في السابق كان يعتبر مجرد «محطة للتقوية»، ولكن تبين أنه يشارك في فرز المعلومات التي ستصل نصفي الكرة المخية (القشرة المخية الحديثة).
وبصرف النظر عن وظيفتها في فرز المعلومات من المحيط، فالمهاد أيضا يربط بين المخيخ والعقد القاعدية مع المخ، ومن القواسم المشتركة مع النظام الشبكي المذكور سابقاً؛ مشاركة المهاد في اليقظة والوعي، مثل النواة فوق التصالبية.
ما تحت المهاد يشارك في وظائف لعدد من العواطف البدائية أو المشاعر مثل الجوع، والعطش، وارتباط الأم(رابطة الأمومة)، وينظم هذا جزئيا من خلال السيطرة على إفراز الهرمونات من الغدة النخامية، وأيضا ما تحت المهاد تلعب دورا في التحفيز والعديد من السلوكيات الأخرى للفرد.

#### المخ
المخ بنصفي الكرة المخية يشكل الجزء الأكبر من الدماغ البشري. العديد من الأجزاء تشكل نصفي الكرة المخية، من بين أمور أخرى، القشرة، والعقد القاعدية، واللوزة والحُصَين، ونصفي الدماغ مع بعضهما يسيطران على جزء كبير من وظائف الدماغ البشري مثل العاطفة والذاكرة والإدراك ووظائف الحركة، وبصرف النظر عن ذلك؛ فإن نصفي الكرة المخية مسؤولان عن القدرات المعرفية للدماغ.
يربط بين كل من نصفي الدماغ الجسم الثفني فضلا عن العديد من الأصورة الإضافية. واحد من أهم أجزاء نصفي الكرة المخية هي القشرة، والتي تتكون من المادة الرمادية التي تغطي سطح الدماغ، وتشارك القشرة وظيفياً في التخطيط وتنفيذ المهام اليومية.
ويشارك الحصين في تخزين الذكريات، واللوزة المخية تلعب دورا في التصور والعاطفة، في حين أن العقد القاعدية تلعب دورا رئيسيا في تنسيق الحركات الإرادية.

### الفرق بين الجهاز العصبي المركزي والمحيطي

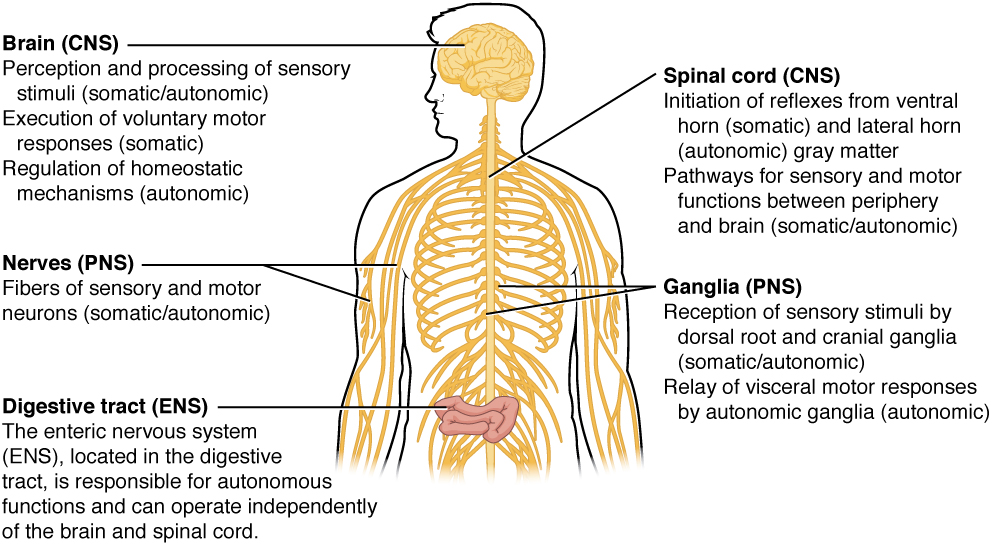
خريطة تبين الأجزاء المختلفة من الجهاز العصبي في الجسم، والتي تشمل الجهاز العصبي المركزي، الجهاز العصبي المحيطي، والجهاز العصبي المعوي.

ما يميز الجهاز العصبي المركزي عن الجهاز العصبي المحيطي (والذي يتألف من الخلايا العصبية)، محاور عصبية وخلايا شوان. الخلايا قليلة التغصن وخلايا شوان لها وظائف مماثلة في الجهاز العصبي المركزي والمحيطي، وكلا الجهازين يعملان على إضافة الأغماد المايلينية إلى محاور، والذي يعمل بمثابة شكل من أشكال العزل والسماح لانتشار أفضل وأسرع للإشارات الكهربائية على طول الأعصاب، كما أن المحاور في الجهاز العصبي المركزي غالباً ما تكون قصيرة جدا (بالكاد بضعة ملليمترات) ولا تحتاج إلى نفس الدرجة من العزلة كما في الأعصاب الطرفية، حيث يمكن لبعض الأعصاب الطرفية أن تكون أكثر من 1م في الطول؛ مثل الأعصاب إلى إصبع القدم الكبير، ولضمان إشارات تتحرك بسرعة كافية، فهناك حاجة للميالين.
تختلف الطريقة التي يتغمد بها الميالين خلايا شوان والخلايا قليلة التغصن، خلية شوان عادة يتكون فيها الميالين على محور عصبي واحد وتحيط به تماما، وفي بعض الأحيان قد يتكون الميالين على العديد من المحاور، خاصة عندما تكون في مجالات محاور قصيرة،  أما الخلايا قليلة التغصن فعادة يتكون فيها الميالين على عدة محاور، ويتم ذلك عن طريق إرسال بروزات رقيقة من غشاء الخلية والتي تغلف وتحيط المحور العصبي.

## النمو
خلال النمو المبكر لجنين الفقاريات، يقوم أخدود طولي على اللوحة العصبية بالتعمق تدريجيا وتصبح الحواف على جانبي الأخدود (الطيات العصبية) مرتفعة، وفي نهاية المطاف فإنها تلتقي، لتحول الأخدود إلى أنبوب مغلق، ويشكل جدار الأدمة بداية للجهاز العصبي. هذا الأنبوب يتمايز في البداية إلى ثلاث حويصلات (جيوب): الدماغ الأمامي في الجبهة، والدماغ المتوسط، وأخيراً بين الدماغ المتوسط والحبل الشوكي، الدماغ المؤخر، وَفِي الأسبوع السادس مِّن نمو الجنين البشري؛ ينقسم الدماغ الأمامي إلى الدماغ الانتهائي والدماغ البيني، وينقسم الدماغ الخلفي إلى الدماغ التالي والدماغ البصلي.
| جهاز عصبي مركزي\|جهاز عصبي مركزي | دماغ      | دماغ أمامي | الدماغ الانتهائي (المخ)                                                                  | دماغ شمي Rhinencephalon، أميغدالا= لوزة عصبية Amygdala، حصین (تشريح)\|حصين، قشرة جديدة، بطينات جانبية             | دماغ شمي Rhinencephalon، أميغدالا= لوزة عصبية Amygdala، حصین (تشريح)\|حصين، قشرة جديدة، بطينات جانبية             |
| جهاز عصبي مركزي\|جهاز عصبي مركزي | دماغ      | دماغ أمامي | دماغ بيني                                                                                | مهيد Epithalamus، مهاد ، الوطاء أو تحت المهاد , مهاد تحتاني Subthalamus، غدة نخامية ، غدة صنوبرية ، البطين الثالث | مهيد Epithalamus، مهاد ، الوطاء أو تحت المهاد , مهاد تحتاني Subthalamus، غدة نخامية ، غدة صنوبرية ، البطين الثالث |
| جهاز عصبي مركزي\|جهاز عصبي مركزي | دماغ      | دماغ متوسط | سقف (تشرح عصبي) Tectum، سويقة مخية Cerebral peduncle، برتيكتوم Pretectum، المسال الدماغي | سقف (تشرح عصبي) Tectum، سويقة مخية Cerebral peduncle، برتيكتوم Pretectum، المسال الدماغي                          | |
| جهاز عصبي مركزي\|جهاز عصبي مركزي | دماغ      | دماغ خلفي  | دماغ تالي                                                                                | المخيخ، الجسر | |
| جهاز عصبي مركزي\|جهاز عصبي مركزي | دماغ      | دماغ خلفي  | دماغ بصلي                                                                                | النخاع المستطيل                                                                                                   | |
| جهاز عصبي مركزي\|جهاز عصبي مركزي | نخاع شوكي |            |                                                                                          | | |

ومع نمو الفقاريات، فإن هذه الحويصلات تتمايز إلى أبعد من ذلك، والدماغ الانتهائي يتمايز إلى المخطط والحصين والقشرة المخية الحديثة، ويصبح تجويفه في البطينين الأول والثاني، وتشمل تطويرات الدماغ البيني الْمِهَاد الباطن، وتحت المهاد، والمهاد والمهيد، ويكوِّن تجويفه البطين الثالث، أما السقف (التشرح العصبي) و الباحَةُ أمام السَّقْفِيَّة والسويقة الدماغية وغيرها من الأجزاء؛ فإنها تتطور من الدماغ المتوسط، كما أن تجويفه ينمو في قناة الدماغ المتوسط (القناة الدماغية)، ويصبح الدماغ التالي يتكون مِّن الجسر والمخيخ، أما الدّماغ البصلي فإنه يشكل النخاع المستطيل، وتجاويفهم تتطور إلى البطين الرابع.
يبدأ تطور الجهاز العصبي المركزي في مرحلة مبكرة من التطور الجنيني؛ ففي اليوم الـ20 من حياة الجنين تهاجر خلايا الصفيحة العصبية إلى الخط الناصف، وفي اليوم 23 تندمج هذه الخلايا من الأعلى لتُكَوِّن الأنبوب العصبي، أما خلايا العرف العصبي (neural crest cells) فتصبح قاسية بالنسبة للأنبوب. الخلايا المبطنة للأنبوب العصبي تصبح -لاحقاً- إما خلايا البطانة العصبية أو خلايا جذعية عصبية. أما خلايا الأنبوب العصبي الخارجية فتصبح -لاحقاً- العصبونات والخلايا الدبقية للجهاز العصبي المركزي. أما خلايا العُرف العصبي فتصبح -لاحقاً- الأعصاب الحسية والأعصاب الحركية للجهاز العصبي الطرفي.

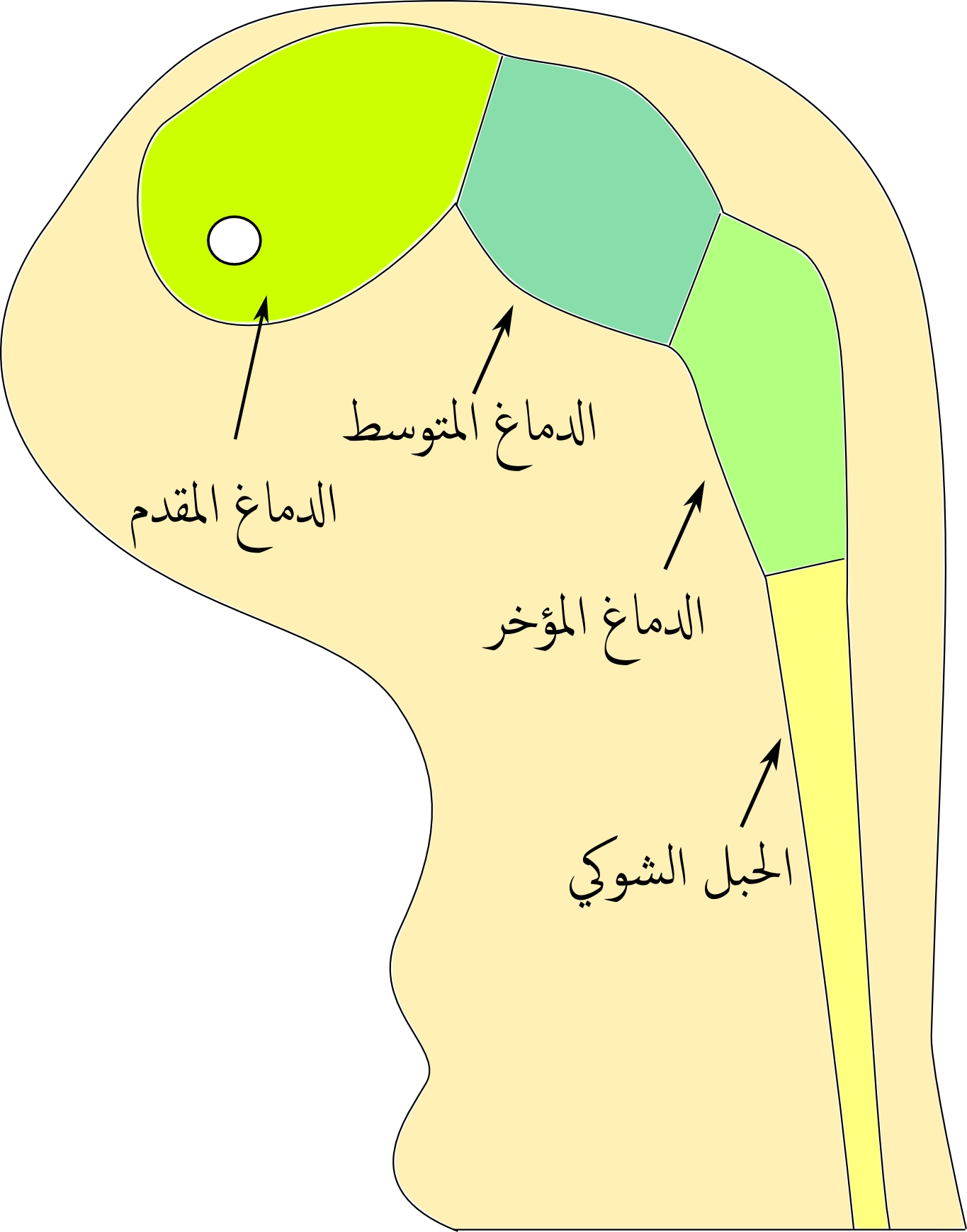
الأقسام الرئيسة المتمايزة للدماغ عند بداية الأسبوع الرابع

بحلول الأسبوع الرابع تصبح أقسام ثلاثة ظاهرة في الأنبوب العصبي وهي: الدماغ الأمامي، والدماغ المتوسط والدماغ الخلفي، والجزء الباقي من الأنبوب سيصبح الحبل الشوكي، وهنا لا يكون حجم الجزء الذي سيصبح المخَّ أكبر بكثير من حجم الأجزاء الأخرى.
الدماغ الأمامي سيتمايز إلى الدماغ الانتهائي والدماغ البيني. أما الدماغ الخلفي فسيتمايز إلى الدماغ التالي والدماغ البصلي. ثم يتمايز الدماغ التالي إلى المخيخ والجسر ويتمايز الدماغ البصلي إلى النخاع المستطيل (البصلة). ثم بزيادة تطور الجنين قليلاً، تحصل تطورات عديدة على هذه الأقسام ويزداد تمايزها مع الوقت كما هو موضح في الجدول.
عند الوصول إلى الأسبوع السادس يصبح هناك سبع مناطق يمكن تمييزها وهي:المخ، والدماغ البيني، الدماغ المتوسط، المخيخ والجسر، والنخاع المستطيل، والحبل الشوكي. وبحلول الأسبوع السادس أيضاً يمكن تمييز مجموعتين من البطينات وهي: البطينان الوحشيان والبطينان النازلان: البطينان الوحشيان هما البطين الأول والثاني (واللَّذَين تكونا من تجويف الدماغ الانتهائي)، والبطينان النازلان هما: البطين الثالث (والذي تكون من تجويف الدماغ البيني) والبطين الرابع (والذي تكون من تجويفي الدماغ التالي وتجويف الدماغ البصلي).
عند الولادة يكون المخ أكبر جزء ظاهر عند النظر إلى الدماغ ويغطي المخُّ الدماغَ البيني والدماغ المتوسط والجسر ويُبقي كلاً من النخاع المستطيل والمخيخ ظاهِرَيْن.

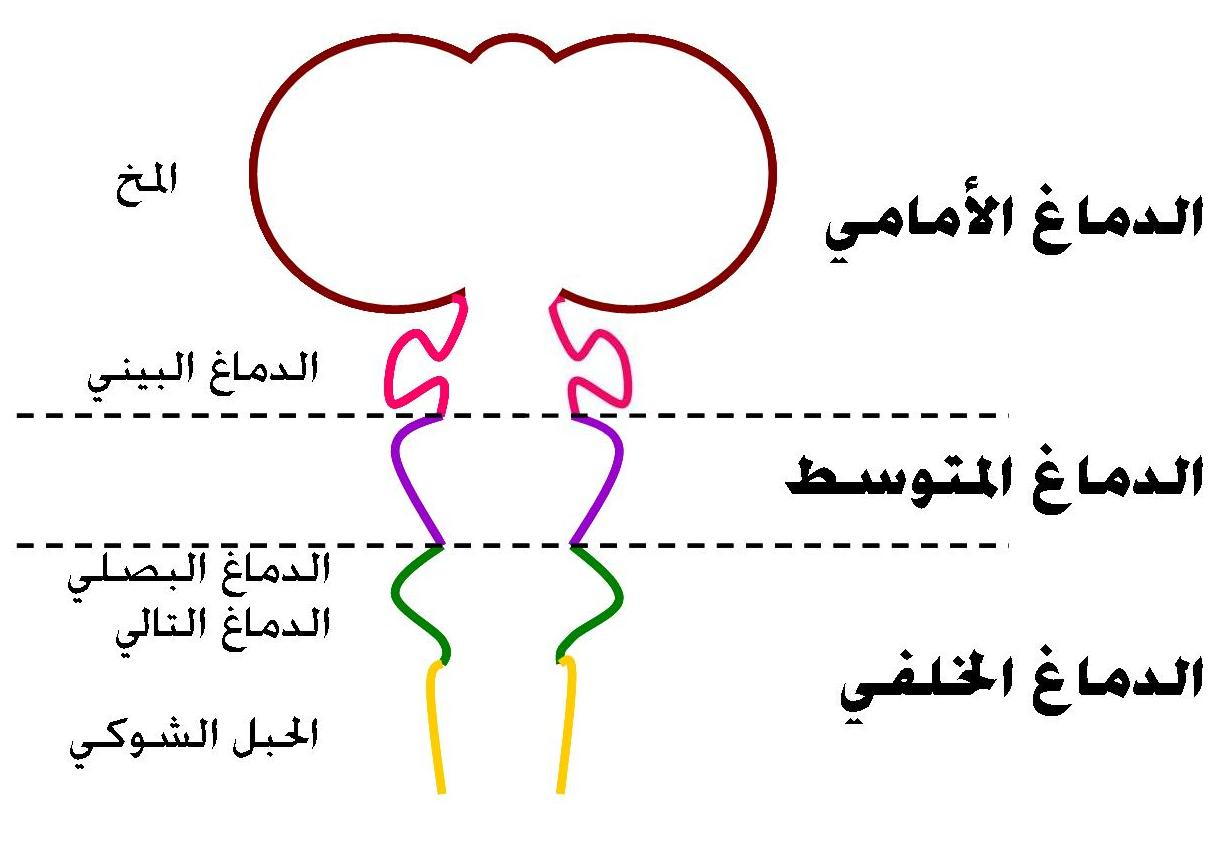
التكوين الجنيني للدماغ ويلاحظ الأقسام الرئيسية لدماغ الكائنات الفقارية

### التطور
الجزء الأوسط: الفقاريات في وقت مبكر. 
بلانارينس هي عضو من الديدان المسطحة (الديدان المفلطحة)، لديها أبسط ترسيم واضح المعالم للنظام العصبي في الجهاز العصبي المركزي والجهاز العصبي المحيطي. تلك العقول البدائية، التي تتألف من اثنين من العقد الأمامية المندمجة، والحبال العصبية الطولية تشكل الجهاز العصبي المركزي، أما الأعصاب البارزة أفقيا فإنها تشكل الجهاز العصبي المحيطي، ووجدت الدراسة الجزيئية أن أكثر من 95٪ من 116 جين مسؤول عن الجهاز العصبي للبلانارينس، والذي يتضمن الجينات المتعلقة بالجهاز العصبي المركزي، موجودة أيضا في البشر،  ومثل البلانارينس، فإن الفقاريات لديها جهاز عصبي مركزي ومحيطي متميزين، على الرغم من أنهما أكثر تعقيدا من تلك التي للبلانارينس.
الجهاز العصبي المركزي في الحبليات يختلف عن ذلك الَذِي للحيوانات الأخرى في وضعه ظهريا في الجسم، وفوق القناة الهضمية والحبل الظهري أو العمود الفقري. والنمط الأساسي للجهاز العصبي المركزي محفوظ جداً في جميع الأنواع المختلفة من الفقاريات وفي أثناء التطورأيضاً. الاتجاه الرئيسي الذي يمكن ملاحظته هو نحو دماغ انتهائي تقدمي: الدماغ الانتهائي في الزواحف ليس سوى ملحق للأبصلة الشمية الكبيرة، في حين أنه في الثدييات يشكل معظم حجم الجهاز العصبي المَركزي، أما في الدماغ البشري، فإن الدماغ الانتهائي يغطي معظم الدماغ البيني والدماغ المتوسط، وفي الواقع؛ فإن دراسة مغايرة نسبياً لحجم
الدماغ بين الأنواع المختلفة أظهرت انتقال نوعي مدهش من الجرذان إلى الحيتان،
وهذا يسمح لنا بإكمال المعرفة حول تطور الجهاز العصبي المركزي التي تم
الحصول عليها من خلال القوالب الداخلية للجمجمة.
الثدييات - التي تظهر في السجل الأحفوري بعد أول الأسماك والبرمائيات والزواحف -هي الفقاريات الوحيدة التي تملك الجزء الخارجي الآخر تطوراً من قشرة الدماغ والذي يعرف باسم القشرة المخية الحديثة-،  والقشرة المخية الحديثة من وَحيدُ المَسْلَك (خلد الماء وعدة أنواع من الآكلات الشوكية للنمل) والجرابيات (مثل حيوان الكنغر، الكوالا، الأبوسوم، الدببة الأسترالية، وشياطين تسمانيا) تفتقر إلى التلافيف التي وجدت في القشرة المخية الحديثة لمعظم الثدييات المشيمية،  وضمن الثدييات المشيمية، يزداد حجم وتعقيد القشرة المخية الحديثة مع مرور الوقت. منطقة القشرة المخية الحديثة في الفئران ليست سوى حوالي 1/100 من تلك التي للقرود التي ليست سوى حوالي 1/10 من تلك لدى البشر،  وبالإضافة إلى ذلك، تفتقر الفئران إلى تلافيف في القشرة المخية الحديثة الخاصة بهم (ربما لأن الفئران هي ثدييات صغيرة)، في حين أن القطط لديها درجة معتدلة من تلافيف، أما البشر فلديهم تلافيف واسعة جدا،  وقد تم العثور على التواء شديد في القشرة المخية الحديثة في الدلافين، والذي قد يكون مرتبطا بالتحديد المعقد للموقع بالصدى.

## الأهمية السريرية

### الأمراض
هناك العديد من الأمراض التي تصيب الجهاز العصبي المركزي، بما في ذلك التهابات الجهاز العصبي المركزي مثل التهاب الدماغ وشلل الأطفال، واضطرابات عصبية مبكرة الظهور بما في ذلك اضْطِرابُ نَقْصِ الآنْتِباهِ مَعَ فَرْطِ النَّشَاط والتوحد، وأمراض الاعصاب متأخرة الظهور مثل مرض الزهايمر ومرض باركنسون، والهزة الأساسية، وأمراض المناعة الذاتية والالتهابية مثل التصلب المتعدد والتهاب الدماغ والنخاع الحاد المنتشر، والاضطرابات الوراثية مثل مرض كراب ومرض هنتنغتون، فضلا عن التصلب الجانبي الضموري وحَثَلُ الكُظْر وبَيْضَاءِ الدِّمَاغ. وأخيرا، فيمكن لسرطانات الجهاز العصبي المركزي التسبب بمرض شديد، وعندما يكون السرطان خبيثا، فيمكن أن يكون لها معدلات وفيات عالية جدا.
توصي المنظمات المهنية المتخصصة بأن التصوير العصبي للدماغ يجب أن يتم فقط للإجابة على سؤال سريري مُحدد وليس للفحص الروتيني.

## السحايا
تُحاط أقسام الجهاز العصبي المركزي (الدماغ والحبل الشوكي) بثلاث طبقات تُسمى السحايا، وتقع بين الجزء العظمي المحيط بأجزاء الجهاز العصبي المركزي وبين الأعصاب، وهذه الطبقات هي -بدءاً من الجزء القريب من الأعصاب-:
- الأم الحنون (pia mater): وهي الأقرب إلى الأعصاب وفي هذه الطبقة تكون الشرايين التي تزود أعصاب الدماغ والحبل الشوكي بالدم
- غشاء العنكبوتية (arachnoid): وهو الغشاء الذي يتلو الأم الحنون من حيث الترتيبُ، ويفصله عن الأم الحنون الحيِّزُ تحتَ العنكبوتية، وفي هذه الحيِّز يوجد السائلُ النُّخاعيّ.
- الأم الجافية (dura mater): آخر الطبقات الثلاث، وهي الأقرب للعظام (الفقرات حول الحبل الشوكي، وعظام القِحف حول الدماغ)

هذه الطبقات التي تحيط بالأعصاب تساعد على استقرار الأعصاب الموجودة تحتها، وتدفع عنها ضرر الاحتكاك بالعظام المحيطة بها.

### الحاجات الأيضية للنسيج العصبي
يحتاج النسيج العصبي إلى كمية وافرة من الغلوكوز والأكسجين، وذلك لأن الدماغ يحتاجها في تصنيع ثلاثي فوسفات الأدينوسين (ثلاثي فوسفات الأدينوسين) لنقل الأيونات والنواقل العصبية، من أجل ذلك فإن 15% من الدم الذي يضخه القلب يذهب للدماغ، ولذلك فإن أي مشكلة في القلب قد تؤدي إلى ضرر في الدماغ. كما أنه يُتَوَقَّع أن نصف غلوكوز الدم يذهب للدماغ؛ ولذلك فإن الجسم يعمل في سبيل توفير هذه الكمية للدماغ وفي نفس الوقت يُبقي كمية الغلوكوز ثابتة في الدم، وأي خلل في هذه الكمية سيؤدي حالة تُعرف بـهبوط سكر الدم والتي قد تقود إلى فقدان الوعي، ومن ثم الوفاة.